# ヴィリー・シュタイナー
ヴィリー・シュタイナー（Willy Steiner, 1910年5月5日 - 1975年10月3日）は、ドイツ出身の指揮者。エーリンゲンの生まれ。

## 生涯
1926年からベルリン高等音楽院でグスタフ・ハーヴェマンの下で学ぶ。1931年にベルリン放送交響楽団の指揮者として研鑽を重ね、1945年まで在任する。
1946年から翌年にかけてハンブルクの北西ドイツ放送交響楽団の指揮者陣に加わり、1950年にはハノーファー北ドイツ放送フィルハーモニー管弦楽団の初代首席指揮者となり、没年まで務めた。
1960年代前半には日本で読売日本交響楽団の常任指揮者として創設期の育成に貢献した。
ハノーファーで死去した。
なお、初期にはポップス、セミクラシックの分野でも指揮者・ヴァイオリニストとして活動し、SPレコードも残している。当時のメンバーにはアルフレート・ハウゼもいた。
その詳細は　Foren / Orchesterleiter und Musiker / Willi (y) Steiner - Die gute Seele des Berliner Funkorchesters - Grammophon und Schellackplatten Portal 78rpm (grammophon-platten.de)　で確認することができる。